# Maison de Preissac
Pour les articles homonymes, voir Preissac (homonymie).
La maison de Preissac est une famille noble française d'extraction féodale, originaire de Préchac, en Gironde, puis établie dans le Gers. Sa filiation est suivie depuis Vital de Preissac, vivant en 1295. Plusieurs de ses membres se sont illustrés dans les domaines politique, militaire ou religieux comme Gaillard de Preyssac, Henri Thomas Charles de Preissac d'Esclignac, François Jean de Preissac, Charles-Philippe de Preissac d'Esclignac, Paul de Preissac.
Elle s'est éteinte en 1873 dans sa branche cadette et en 1883 dans sa branche ainée.

## Histoire
Gaillard de Preyssac (vers 1276 - 1327), fils d'Arnaud Bernard de Preissac (mort vers 1303) et neveu du pape Clément V par sa mère Gaillarde de Goth, fut évêque de Toulouse de 1305 à 1317 et archevêque d'Arles en 1323. Il fut créé cardinal en 1316 par le pape Jean XXII, successeur de Clément V.
Selon les preuves faites en 1786 et 1788 devant Chérin pour les honneurs de la Cour, la filiation suivie de cette famille remonte à Vital de Preissac, dit de Montgaillard, damoiseau, vivant en 1295, qui laissa d'Angloise d'Arros deux fils, Odon et Vital, auteurs des deux grandes lignes de cette famille, qui s'éteignirent toutes deux à la fin du XIXe siècle,,,.

### Branche ainée
La branche ainée donna les seigneurs de Cadeilhan, Maravat, Touron.
Jean de Preissac (vers 1430 - ), seigneur de Cadeilhan, fut maître d'hôtel de Gaston de Foix, et bailli du comté d'Armagnac.
Abraham de Preissac (vers 1645 - ), seigneur de Cadeilhan, servit sous les ordres du maréchal d'Albret. Il fut maintenu noble le 26 mai 1698.
Lambert de Preissac, seigneur de Cadeilhan, lieutenant au régiment de Berry, combattit au Canada sous les ordres du général Louis-Joseph de Montcalm pendant la guerre de Sept Ans (1756-1763). La commune de Preissac (Québec) a été nommée en son honneur,.
François de Preissac (1751- ), seigneur de Touron, co-seigneur de Lectoure, major du bataillon d'Auxonne, fut admis aux honneurs de la Cour sous le titre de marquis de Preissac-Maravat en juillet 1786. Il produisit à cette occasion devant Chérin les titres faisant remonter sa filiation à 1295.
Son neveu François Jean de Preissac (1778-1852), colonel, député du Tarn-et-Garonne, préfet de Gironde (1830-1833 et 1836-1838), grand officier de la Légion d'honneur, fut créé pair de France en 1832. Resté calviniste, il aida ses coreligionnaires de Bordeaux à obtenir l'aide du gouvernement pour la construction du temple des Chartrons, à Bordeaux.
La branche ainée s'éteignit en 1883 avec son fils Paul de Preissac (1819-1883), préfet, sénateur du Tarn-et-Garonne.

### Branche cadette
La branche cadette donna les ducs d'Esclignac et de Fimarcon et les marquis de Cadillac.

#### Rameau de Cadillac
Charles Louis de Preissac de Montlezun (1722-1794 ?), marquis de Cadillac, vicomte de Boulogne et de Fizensac, baron de Sainte-Maure et de Tournecoupe, fut mestre de camp du régiment de Preissac cavalerie en 1759, puis lieutenant général en 1784. Il épousa Marie Marguerite Chol de Torpanne.

#### Rameau de Fimarcon
Jean Henri de Preissac de Marestang (1686-1771), marquis d'Esclignac et de Fimarcon, comte d'Astaffort, recueillit les substitutions de la maison de Fimarcon qui lui donnèrent le marquisat de Fimarcon. Il servit dans le régiment de dragons de Fimarcon et fit les campagnes d'Espagne lors de la guerre de Succession d'Espagne (1701-1713). Il épousa en 1716 Madeleine Marguerite de Moneins de Montréal, fille d'Armand-Jean, marquis de Moneins de Montréal, et en secondes noces en 1747 Marie Jeanne Pélissier de Chavigny.
Son fils Charles Madeleine de Preissac d'Esclignac (1721-1783), marquis d'Esclignac et de Fimarcon, comte d'Astaffort, vicomte de Montferrand, baron de Marestang, fut lieutenant général des armées du roi en 1780. Il épousa Marie Charlotte de Varagne.

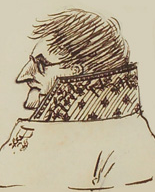
Henri Thomas Charles de Preissac d'Esclignac.

Henri Thomas Charles de Preissac d'Esclignac (1763-1827), fils du précédent, titré duc à brevet d'Esclignac et grand d'Espagne de première classe en 1787, créé duc de Fimarcon et nommé à la Chambre des pairs de France par Louis XVIII le 5 mars 1819. Il fut chambellan de Joseph Bonaparte, roi d'Espagne. Il épousa Elisabeth Ursula de Saxe, fille du prince Xavier de Saxe,.
Son fils Charles-Philippe de Preissac d'Esclignac (1790-1873), né à Vitoria en Espagne, duc de Fimarcon, colonel, fit une longue carrière militaire, commencée à l'âge de treize ans. Pendant les campagnes de 1804 au Portugal et de 1808 et 1809 en Espagne, il fut blessé de trois coups de feu et de douze coups de sabre et eut plusieurs chevaux tués sous lui. Lors de la révolution de juillet 1830, il perdit la jambe gauche en défendant le passage du pont de Sèvres. Il épousa en 1819 Georgine de Talleyrand-Périgord, nièce de Charles-Maurice de Talleyrand-Périgord.
La branche cadette s'éteignit en 1873 avec Charles-Philippe de Preissac d'Esclignac, dont les deux fils moururent avant lui sans alliance : Archambaud (1819-1842) et Boson (1821-1853). Sa fille Georgine (1827-1911), dernière de sa branche, épousa en 1845 Henri Doublet, marquis de Persan.

## Personnalités

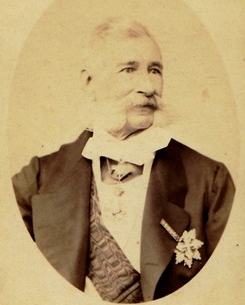
Charles-Philippe de Preissac d'Esclignac.

- Gaillard de Preyssac (vers 1276 - 1327), évêque de Toulouse (1305-1317), archevêque d'Arles en 1323, cardinal en 1316 ;
- Henri Thomas Charles de Preissac d'Esclignac (1763-1827), duc d'Esclignac et de Fimarcon, pair de France, chambellan de Joseph Bonaparte, grand d'Espagne ;
- François Jean de Preissac (1778-1852), colonel, député du Tarn-et-Garonne, préfet, pair de France en 1832 ;
- Charles-Philippe de Preissac d'Esclignac (1790-1873), duc de Fimarcon, colonel, pair de France, grand d'Espagne ;
- Paul de Preissac (1819-1883), préfet, sénateur du Tarn-et-Garonne.

## Châteaux et demeures
- Château de la Trave, à Préchac (Gironde)
- Château de Preyssac, à Daignac (Gironde)
- Château d'Esclignac, à Monfort (Gers)
- Château de Castillon, à Castillon-Savès (Gers)

## Armes
- D'argent au lion de gueules, armé, lampassé et couronné d'azur encadré par deux pals de quatre losanges d'or chacun[2],[3].

## Pour approfondir